# Sugar Creek (rzeka w hrabstwie Yates)
Sugar Creek – rzeka w Stanach Zjednoczonych, w stanie Nowy Jork, w hrabstwie Yates. Długość rzeki nie została określona, natomiast powierzchnia zlewni wynosi 94 km². Rzeka uchodzi do jeziora Keuka i jest jedną z czterech rzek zasilających jezioro. 